# Giuseppe Greco (giurista)
Giuseppe Greco (Rossano, 17 luglio 1902 – Rossano, 27 dicembre 1968) è stato un avvocato e giurista italiano.

## Biografia
Conseguì la Laurea in Giurisprudenza presso l'Università di Pisa a 22 anni, e fu Ufficiale Superiore di Artiglieria durante la Seconda guerra mondiale, oltre che componente del Tribunale Militare; esperto del contenzioso tributario, per numerosi anni ricoprì anche la carica di presidente della "Commissione Imposte Dirette" di Rossano, e fu membro del Consiglio dell'Ordine degli Avvocati e Procuratori.
Giureconsulto di alto rango e tecnico profondo del contenzioso tributario, fu apprezzato a livello nazionale sia quale pubblicista che quale civilista, e fu autore di diversi libri.
Il suo testo "Le imposte nei procedimenti giudiziari" fu tra i primi ad essere diffuso anche all'estero, ed i suoi scritti in materia di Diritto Tributario vennero studiati finanche nelle prestigiose Università di Harvard e Yale.
Ancora oggi magistrati, avvocati, amministratori e ricercatori fanno riferimento alle opere dell'avvocato Greco per uno studio approfondito dell'evoluzione della materia tributaria.
I suoi testi giuridici sono disponibili nelle principali università italiane così come nelle biblioteche dei più importanti atenei e centri di tutto il mondo: da Harvard, sul cui sito internet sono facilmente reperibili (qui un esempio), a Yale (esempio), dalla "Columbia" a Berkeley, Chicago, Buenos Aires, Città del Messico, San Paolo in Brasile, Tokyo, fino alla prestigiosa Biblioteca del Congresso degli Stati Uniti d'America, a Washington.
Corrispondente di numerose riviste come "Diritto Finanziario e Tributario", "Archivio Finanziario", "Diritto e Pratica Tributaria", "Rivista di Diritto Finanziario", "Diritto Fallimentare e delle Società Commerciali", "L'Esattore delle Imposte", era anche Redattore Capo de "Il Nuovo Diritto" e collaboratore de "Il Nuovissimo Digesto Italiano". Fu inoltre socio corrispondente dell'Accademia cosentina e Associato dell'Accademia Tiberina di Roma. 
Ebbe numerosi riconoscimenti e le onorificenze di Ufficiale al Merito della Repubblica (nel 1954) e di Commendatore (1959).
Il suo studio legale aveva sede nel centro storico di Rossano, al primo piano del palazzo nobiliare di famiglia - Palazzo Greco - in corso Garibaldi 106, dove visse con la moglie Ada Zupi, ed ebbe due figlie: Alfonsina e Rosellina.
Presso lo studio legale si trova attualmente la Biblioteca privata di famiglia e l'annesso Archivio "Avv. Giuseppe Greco" che ne custodisce testi e pubblicazioni. 

Morì il 27 dicembre 1968, a Rossano.

## Opere principali
- Luogo di adempimento nei rapporti giuridici di obbligazione, Roma, 1931.
- La potenza militare dell'Italia imperiale fascista. Discorso pronunciato in occasione dell'anno scolastico 1936-37 nel liceo ginnasio di Rossano, Cosenza, s.d., pp. 14.
- Il regime tributario del decreto di ingiunzione nelle nuove disposizioni di legge, Roma, Il Nuovo Diritto, 1937, pp. 12.
- La imposta complementare progressiva sul reddito, s.n., Roma, 1937. - Estratto da Il Nuovo Diritto.
- Accertamento generale dei fabbricati urbani, rivalutazione del relativo reddito edilizio e formazione del nuovo catasto edilizio urbano, Padova, Cedam, 1939.
- L'Istituto dell'opposizione di terzo nel processo tributario, Milano, Giuffrè, 1939.
- I mezzi di prova nel processo tributario, Roma, Tip. Operaia Romana, 1939.
- Brevi considerazioni sull'accettazione espressa e tacita delle pronunce nel processo tributario, Milano, Giuffrè, 1939
- Brevi osservazioni sulla prova per perizia nel processo tributario, Roma, Soc. Ed. Foro Italiano, 1940.
- Criteri differenziali tra impiegato ed operaio agli effetti della imposta di ricchezza mobile, Padova, Cedam, 1940.
- La procedura di accertamento per i contributi unificati in agricoltura, Napoli, Ed. Jovene, 1941.
- Agevolazioni ed esenzioni tributarie a favore delle famiglie numerose, Milano, Giuffrè, 1942.
- Indennità di licenziamento, indennità di quiescenza ed imposta complementare, Alessandria, Tip. Ferrari-Occella.
- Il procedimento contenzioso dinanzi alle giurisdizioni tributarie speciali, Padova, CEDAM, 1943.
- Aziende commerciali e industriali cadute in successione e deducibilità di debiti nascenti da cambiali e deducibilità professionali, Città di Castello, 1948 - Estratto da Il Diritto Fallimentare.
- Rassegna della legislazione finanziaria. Le leggi finanziarie italiane e i più importanti provvedimenti di amministrazione ad esse relative (1º gennaio 1948 - 30 giugno 1949), Padova, Cedam, 1949.
- Memoria difensiva per Corigliano resistente contro Aloe ricorrente, Rossano, 1950.
- Guida pratica per le imposte di bollo e di registro sugli atti e contratti del Codice civile, S. Maria C.V., E. Schiano, 1950.
- Imposta di bollo ed efficacia esecutiva delle cambiali, Padova, Cedam, 1950.
- Contenuto ed estensione dei privilegi fiscali in Italia, in Archivio Finanziario, Vol. I, 1950.
- La riforma tributaria nella pratica applicazione: Norme sulla perequazione tributaria e sul rilevamento fiscale straordinario, Roma, Ed. L'Arnia, 1951.
- Guida pratica per le imposte di bollo e di registro sugli atti e contratti del Codice Civile, S. Maria C.V., Tip. Progresso, 1951.
- Onorari di avvocato e onorari e diritti di procuratore per prestazioni professionali in materia civile, fallimentare, penale e stragiudiziale, Napoli, Jovene, 1952.
- Riconduzione tacita di locazione e relativi presupposti sulla accettazione degli aumenti del canone locatizio, sub locazione e diffida ex articolo 20/1950 n. 253, locazioni non soggette a proroga e dilazione degli sfratti, Roma, 1953, Estratto da Il Nuovo Diritto.
- Se la mancata consegna della cosa venduta possa integrare il reato di appropriazione indebita..., Roma, 1953, Estratto da Il Nuovo Diritto.
- Onorari di avvocato e onorari e diritti di procuratore per prestazioni professionali in materia civile, penale e stragiudiziale : con le nuove tariffe forensi : compensi ai curatori di fallimento : legislazione, commento, giurisprudenze, Napoli, Jovene, 1953.
- Tributi locali, imposta sul bestiame, ripartizione fra due comuni, criteri per la ripartizione, Bari, Biagio Martini, 1954, Estratto da "L'Esattore delle imposte".
- Imposte di bollo e di registro nei procedimenti in materia civile, penale e amministrativa, S. Maria C.V., E. Schiano, 1955.
- Atti formati o richiesti dalla parte civile nel caso del procedimento penale e adempimenti tributari relativi, Roma, Tip. Consorzio Nazionale, 1957. Estratto da "Archivio Ricerche giuridiche".
- Appunti in tema di legalizzazione di firme, Roma, Tip. Urbinati, 1958, Estratto da "Nuova Rivista tributaria" 3/1958.
- Gratuito patrocinio, Piacenza, La Tribuna, 1958.
- (a cura di) Testo unico delle leggi sulle imposte dirette: approvato con D.P.R. 29 gennaio 1958, n. 645 annotato con riferimenti di dottrina e di giurisprudenza, Piacenza, Casa Editrice La Tribuna, 1961.
- (a cura di) Imposte ipotecarie, Piacenza, Casa Editrice La Tribuna 1961.
- Le imposte nei procedimenti in materia civile, penale e amministrativa. Imposte di bollo, di registro, sulle successioni ipotecarie, sulle entrate e di ricchezza mobile, Milano, Giuffrè, 1963.
- Onorari di Avvocati e Diritti di Procuratore per prestazione stragiudiziale, con le nuove tariffe: compensi ai curatori di fallimento, Napoli, Jovene, 1966.
- Onorari di Avvocati e Diritti di Procuratore per prestazioni giudiziali in materia civile: legislazione, commento, giurisprudenza, prontuario degli onorari e dei diritti, S. Maria C.V., E. Schiano,
- Produzione per Fino dr. Giuseppe, Marchese F., Maradea Antonio e Visciglia Francesco contro Cimino Leonardo fu Francesco: azioni negatorie e confessorie e pretesi danni, con A. Catalano, Cosenza, s.d., pp. 61.
- In difesa di Aniello ed Orazio Rega imputati di omicidio alla sezione di accusa di Napoli, Napoli, R. Tip. De Angelis & Bellisario.